# Isotopie (linguistique)
Pour les articles homonymes, voir isotopie.
En sémantique et en sémiotique, l’isotopie est la redondance d’éléments dans un texte permettant de comprendre ce dernier.
Pour A. J. Greimas, c'est :

« un ensemble redondant de catégories sémantiques qui rend possible la lecture uniforme du récit, telle qu'elle résulte des lectures partielles des énoncés et de la résolution de leurs ambiguïtés qui est guidée par la recherche de la lecture unique. »

Par exemple, une redondance de la première personne permet de comprendre que c’est toujours la même personne qui parle. La redondance des mots d’un même champ lexical permet de comprendre que l’on parle d’un même thème.
À l’instar du champ lexical, l’isotopie est un paradigme, mais constitué de classèmes et non seulement de lexique, et qui en outre (conséquence logique) peut regrouper plusieurs champs lexicaux.
Le lecteur repère naturellement, en lisant, les isotopies qui lui permettent de considérer un texte comme un tout cohérent, ou du moins comme une suite de phrases qui ne se suivent pas par hasard. Ce travail se fait souvent par automatisme.
Cette définition de l’isotopie se restreignait à la sémantique lorsque A. J. Greimas l’a utilisée pour la première fois en 1966 dans Sémantique structurale mais la notion s’est étendue à d’autres domaines par la suite (François Rastier, Michel Arrivé, Groupe µ, ou Catherine Kerbrat-Orecchioni).

## Isotopie sémantique
C'est l'effet de la récurrence syntagmatique d'un même sème. Rastier 1994

### Repérage isotopique
L’isotopie d’un texte est le point commun sémantique entre toutes les phrases de ce texte. Mais on peut aussi regrouper les phrases en fonction de points communs secondaires et ignorer le point commun premier. Par exemple, dans les deux phrases :

« D’abord, vers 8 heures, je déjeune chez moi. Ensuite, à 9 heures, je mange une pomme en sortant de ma maison et en marchant vers le métro sous les arbres en fleurs. »

On peut repérer une isotopie de la nourriture (déjeune, mange et pomme).

« D’abord, vers 8 heures, je déjeune chez moi. Ensuite, à 9 heures, je mange une pomme »

Ainsi qu'une isotopie du déplacement (marchant et métro) :

《En sortant de la maison et ...

« en marchant vers le métro sous les arbres en fleurs »

Mais on peut aussi considérer l’isotopie temporelle (D’abord, vers 8 heures, Ensuite, à 9 heures) ou l’isotopie du lieu (chez moi, vers le métro, sous les arbres en fleurs), ou encore une isotopie du végétal (pomme, arbre, fleur) et une isotopie du commencement avec un sème inchoatif dans les mots D’abord, déjeune, arbres en fleur (contenant le sème du printemps). On voit d’une part qu’une isotopie regroupe des sèmes — et non pas des mots seuls, comme c'est le cas quand on parle de champ lexical — et, d’autre part, qu'un même mot peut participer à deux isotopies différentes (comme le mot pomme, participant aux isotopies de la nourriture et des végétaux). Enfin, puisqu’une isotopie regroupe des sèmes contextuels (ou classèmes), elle dépend entièrement du contexte, alors qu’un champ lexical peut s’établir à partir d’un dictionnaire, en regroupant les mots en fonction de leurs noyaux sémiques. Le traitement automatique du langage naturel propose d'identifier et de représenter des isotopies (voir par exemple l'outil Isilex).
Tout lecteur repère automatiquement un grand nombre d’isotopies, dès lors qu'il cherche à comprendre le texte qu’il lit (mais aussi tout discours entendu). Ainsi, un lecteur fatigué ou qui ne se concentre plus dans sa lecture (c'est une expérience bien connue) peut continuer à déchiffrer les phrases du texte sans plus en comprendre le sens. Il arrive au bas de la page et constate : « Je ne me souviens pas de ce que je viens de lire ». Il a en fait d’abord cessé l’analyse des isotopies du texte pour enfin abandonner l’analyse du sens même des mots, car ils se succédaient sans plus aucune cohérence entre eux. Le repérage isotopique est donc une première analyse de l’économie d’un texte et fait appel à la mémoire.
Enfin, si le repérage isotopique consiste à faire des regroupements de phrases ou de mots en fonction de sèmes communs, il s’agit aussi, logiquement, de distinguer les groupes de phrases entre eux ou de faire des regroupements plus larges, c’est-à-dire de comprendre un texte dans sa progression thématique et, partant, dans la cohérence de son évolution.

### Acuitéisotopique
Étudier les isotopies d’un texte, c’est ne plus se contenter du repérage isotopique effectué par le lecteur dans sa lecture habituelle, et repérer des isotopies moins évidentes mais qui révèlent un texte bien plus intéressant qu’au premier abord.

#### Isotopie comme clef d’un texte
Par exemple, à la lecture de la plupart des poèmes en prose des Illuminations de Rimbaud, le lecteur non averti aura des difficultés à comprendre la suite logique des phrases. Il ne pourra parfois repérer des isotopies (et donc commencer à comprendre le poème) qu’en découvrant des sèmes communs (sèmes dits isotopants) à plusieurs phrases sans liens apparents. Les surréalistes ont beaucoup exploité l’aspect étonnant ou incongru d’une suite de phrases ou de vers sans structure logique évidente. Dans le célèbre vers d’Éluard :

« La terre est bleue comme une orange »

Le lecteur est choqué et pourtant, après une courte réflexion, il comprend la logique de ce vers, en repérant l’isotopie de la rondeur (terre, orange) et celle de la couleur (bleue, orange) présentes simultanément dans le mot orange. Elles rendent ce vers cohérent au niveau sémique ; le vers qui le suit immédiatement, moins célèbre, confirme que cette cohérence existe et qu’il faut la chercher :

« Jamais une erreur les mots ne mentent pas »

Le plaisir de la poésie vient en partie de cette part de déchiffrement de la lecture. Tout lecteur, avec plus ou moins d’effort, cherche du sens au-delà de ce qui relève au premier abord du non-sens.

#### Isotopie comme indice delecture littéraire
De manière plus habituelle, l’isotopie d’un texte donne des indications sur la perspective de locution du locuteur, le genre du texte ou encore son registre.
Par exemple, les épithètes homériques, dans l' Iliade et l' Odyssée, fondent en partie le caractère poétique de ces textes. En effet, selon Milman Parry, leur récurrence permet la mécanique du « style formulaire ». Or ces épithètes évoquent souvent la force disproportionnée ou du moins la caractérisation des personnages en tant que héros. On peut donc dire qu’ils constituent une isotopie, au niveau de l’œuvre entière, du caractère héroïque et disproportionné des personnages. À chacune de leurs occurrences, ces épithètes rappellent au lecteur ou à l’auditeur le registre épique des poèmes de l’Iliade et l’Odyssée, mais ce rappel est aussi celui du genre poétique (par la redondance en elle-même des formulas) : une isotopie est ainsi parfois au fondement de la raison d’être d’un texte.

## Autres isotopies
On parle plus rarement d’isotopie phonétique ou prosodique, par exemple, parce qu’il s’agit de mots récents mais désignant des phénomènes depuis longtemps connus et étudiés, au contraire de l’isotopie sémantique. Cependant, ces isotopies sont souvent des moyens différents d’apporter du sens à un texte : une forme a rarement un but en soi (comme dans le lettrisme).

### Isotopiephonétique
Récurrence ou redondance de phonèmes. Le Groupe µ parle d'isoplasmie. Cette redondance peut venir soutenir la cohérence d’une argumentation par exemple, par ailleurs difficile à suivre dans sa progression thématique. Une isotopie phonétique est d’abord un indice vers la cohérence du texte. Elle est un rappel du caractère commun à un groupe de phrases, par exemple d’un type de texte (descriptif, argumentatif, etc.). N’importe quel phonème redondant peut donner un début de cohérence à un groupe de phrases (par exemple descriptives), par contraste avec un autre phonème redondant, autre indice voulu par le locuteur pour mieux repérer dans la suite du texte un autre groupe de phrases (par exemple, argumentative).
On retrouve dans de nombreux poèmes (notamment de la Renaissance et du XIXe siècle) ce phénomène de réalisation partielle du sens par le moyen des oppositions entre isocolons phonétiques, par exemple entre un vers et un autre, chacun s’appuyant sur une récurrence différente de phonèmes. C’est souvent une forme d'autotélisme. De plus, la répétition de phonèmes (par exemple les rimes) fonde la raison première de la forme poétique, qui est de pouvoir être facilement mémorisée. Une allitération n’est alors plus seulement une technique visant à un effet : elle participe de la création poétique en elle-même.

### Isotopieprosodique
L’isotopie prosodique est la récurrence d’un même rythme.

### Isotopiesyntaxique
L’isotopie syntaxique (le Groupe µ parle d'isotaxie) consiste en une redondance de structures syntaxiques, comme dans de nombreuses figures de rhétorique.

### Isotopienarrative
Récurrence de mêmes structures narratives.

### Isotopieénonciative
Récurrence de mêmes structures énonciatives.

### Allotopie
Rupture d'isotopie constatée au cours du processus de lecture.
Cette rupture peut être considérée comme une erreur, à simplement corriger, comme le début d'une nouvelle isotopie en cours d'établissement, ou encore comme l'amorce d'une lecture rhétorique.

## Divers
Repérer des isotopies, c’est chercher le sens d’un texte tel qu’il a été voulu par son auteur. On peut donc voir dans certains générateurs automatiques de phrases (de phrases aux jargons « poétiques » ou encore « philosophiques ») des générateurs d’isotopies par hasard : tous les mots pouvant être sélectionnés par la matrice ont suffisamment de classèmes en commun pour que les incohérences soient très rares (voir un exemple).